# Apechoneura carinifrons
Apechoneura carinifrons là một loài tò vò trong họ Ichneumonidae.